# Vissefjärda
Vissefjärda is een plaats in de gemeente Emmaboda in het landschap Småland en de provincie Kalmar län in Zweden. De plaats heeft 673 inwoners (2005) en een oppervlakte van 115 hectare.

## Verkeer en vervoer
Bij de plaats loopt de Riksväg 28.
De plaats heeft/had een station op de spoorlijn Göteborg - Kalmar / Karlskrona.